# Cantonul Châlette-sur-Loing
Cantonul Châlette-sur-Loing este un canton din arondismentul Montargis, departamentul Loiret, regiunea Centru, Franța.

## Comune
- Cepoy
- Châlette-sur-Loing (reședință)
- Corquilleroy
- Paucourt
- Pannes
- Villevoques